# Östergötlands runinskrifter 171
Östergötlands runinskrifter 171 är en runsten i Skärkind i Norrköpings kommun. Inskriften består av elva runor från den 24-typiga, urnordiska fuþarken och bedöms vara gjord på 400-talet, vilket innebär att den är Östergötlands äldsta kända runsten, följd av Östergötlands runinskrifter N269.
Stenen är av ljusröd granit och hittades 1876 som golvsten i Skärkinds gamla kyrka. Idag står den rest på Skärkinds kyrkogård, där den är granne med Östergötlands runinskrifter 172.

## Translitteration
Ristningen blir i translittererad form:
skiþaleubaz.
I andra, äldre translittereringar har man valt att skriva R för den sista runan, vilket är brukligt för dess motsvarighet i yngre runinskrifter.

## Översättning
Ordet som ristats har tolkats som ett personnamn med formen Skinþa-Leubaz, där den senare delen tros ha släktskap med ordet ljuv och den förra uppfattas som ett tillnamn som kan ha med skinn att göra, varpå en översatt form blir Skinn-Ljuv..